# Жирков, Василий Григорьевич
Василий Григорьевич Жирков — советский хозяйственный, государственный и политический деятель.

## Биография
Родился 12 апреля 1929 года. Член КПСС с 1955 года.
С 1952 года — на хозяйственной, общественной и политической работе. В 1952—1987 гг. — оперативный Уполномоченный УМГБ по Ленинградской области, следователь прокуратуры, прокурор Чучковского, Каверинского районов Рязанской области, председатель райисполкома, первый секретарь Чучковского райкома КПСС, парторг обкома КПСС Михайловского производственного колхозно-совхозного Управления, секретарь Рязанского обкома КПСС, председатель комитета партийно-государственного контроля Рязанского обкома партии и облисполкома, председатель областного комитета народного контроля, секретарь Рязанского обкома КПСС, председатель исполкома Рязанского областного Совета народных депутатов.
Избирался депутатом Верховного Совета РСФСР 9-го, 10-го и 11-го созывов.
Делегат XXVI и XXVII съездов КПСС.
Умер 11 апреля 2017 года.